# Coupe de France masculine de handball 1999-2000
Navigation
Coupe de France 1998-1999 Coupe de France 2000-2001
La coupe de France masculine de handball 1999-2000 est la 18e édition de la compétition.
Le Montpellier Handball remporte sa deuxième coupe de France de suite en disposant en finale du club de l'US Dunkerque. Montpellier ayant également remporté le championnat de France, Dunkerque récupère la place qualificative en Coupe des Vainqueurs de Coupe.

## Résultats

### Tours préliminaires
Parmi les résultats, à noter le parcours de Levallois qui est parvenu à passer six tours :
- 1er tour : Wambrechies (Prénat.) 20 – 26 Levallois
- 2e tour : Clamecy (Exc.) 19 – 42 Levallois
- 3e tour : Ronchin (Prénat.) 22 – 26 Levallois
- 1/128 : Levallois 35 – 27 Abbeville EAL (N3)
- 01/64 : Levallois 34 – 25 Sucy-en-Brie (N3)
- 01/32 : Levallois 31 – 25 Torcy Handball Marne-la-Vallée (N2)

### Seizièmes de finale
Les seizièmes de finale, marqués par l'entrée des clubs de D1, ont conduit aux résultats suivants :
| Club 1                            | Score     | Club 2                           |
| Poule 1                           | Poule 1   | Poule 1                          |
| --------------------------------- | --------- | -------------------------------- |
| OC Cesson-Sévigné (N1)            | 27 – 37   | PSG-Asnières (D1)                |
| Levallois Sporting Club (Prénat.) | 19 – 37   | US Dunkerque (D1)                |
| HBC Gien Loiret (D2)              | 26 – 24ap | Angers Noyant Handball (D2)      |
| Aulnay Handball (N3)              | 17 – 33   | HBC Villeneuve d'Ascq (D1)       |
| Poule 2                           |           |                                  |
| SMEC Metz (D2)                    | 30 – 29   | Livry-Gargan handball (D1)       |
| ASCA Wittelsheim (N1)             | 20 – 23   | US Ivry (D1)                     |
| ES Besançon M (D2)                | 15 – 08   | Villeurbanne HBA (D2)            |
| Villefranche-en-Beaujolais (D2)   | 23 – 22   | SC Sélestat (D1)                 |
| Poule 3                           |           |                                  |
| Antibes Handball (N2)             | 21 – 29   | Istres Sports (D1)               |
| Valence Handball (N1)             | 25 – 26   | GFCO Ajaccio (D2)                |
| USAM Nîmes (D2)                   | 21 – 20   | UMS Pontault-Combault HB (D1)    |
| US Créteil (D1)                   | 24 – 29   | SO Chambéry (D1)                 |
| Poule 4                           |           |                                  |
| Saint-Ouen-l'Aumône (N2)          | 19 – 28   | AC Boulogne-Billancourt (D1)     |
| US Saintes (N1)                   | 17 – 23   | Real Villepinte Vert Galant (D2) |
| Billère Handball (D2)             | 13 – 33   | Girondins de Bordeaux HBC (D1)   |
| Spacer's de Toulouse (D1)         | 28 – 29ap | Montpellier Handball (D1)        |

Parmi les résultats, on peut noter que trois clubs de D1, Pontault-Combault, Sélestat et Livry-Gargan, ont été éliminés par un club de D2. De plus, tous les clubs de N1 ou inférieur ont été éliminés.

### Huitièmes de finale
Les résultats des huitièmes de finale, disputés les 1er et 2 avril 2000, sont :
| Club 1                           | Score   | Club 2                    |
| -------------------------------- | ------- | ------------------------- |
| US Dunkerque                     | 26 – 20 | HBC Villeneuve d'Ascq     |
| GFCO Ajaccio (D2)                | 27 – 24 | Girondins de Bordeaux HBC |
| USAM Nîmes (D2)                  | 26 – 18 | Istres Sports             |
| HBC Gien Loiret (D2)             | 17 – 37 | Montpellier Handball      |
| SMEC Metz (D2)                   | 24 – 28 | AC Boulogne-Billancourt   |
| ES Besançon M (D2)               | 31 – 35 | PSG-Asnières              |
| Villefranche-en-Beaujolais (D2)  | 26 – 33 | SO Chambéry               |
| Real Villepinte Vert Galant (D2) | 25 – 37 | US Ivry                   |

### Quarts de finale
Les résultats des quarts de finale, disputés le 3 mai 2000, sont :
| Club 1                  | Score   | Club 2               |
| ----------------------- | ------- | -------------------- |
| GFCO Ajaccio (D2)       | 26 – 29 | US Dunkerque         |
| USAM Nîmes (D2)         | 24 – 31 | PSG-Asnières         |
| AC Boulogne-Billancourt | 22 – 34 | Montpellier Handball |
| US Ivry                 | 20 – 23 | SO Chambéry          |

### Demi-finales
Les résultats des demi-finales, disputés les 13 et 14 mai 2000, sont, :
| Club 1               | Score   | Club 2       |
| -------------------- | ------- | ------------ |
| Montpellier Handball | 26 – 24 | SO Chambéry  |
| US Dunkerque         | 32 – 25 | PSG-Asnières |

Dunkerque s'est imposé à domicile, mais le lieu du match Montpellier-Chambéry n'est pas connu.

### Finale
Le résultat de la finale, disputée le dimanche 21 mai 2000 à 17h00 au Stade Pierre-de-Coubertin à Paris, est, :
| Club 1               | Score   | Club 2       |
| -------------------- | ------- | ------------ |
| Montpellier Handball | 21 – 16 | US Dunkerque |

## Vainqueur final
| Coupe de France masculine 1999-2000 Montpellier Handball (2e coupe de France) |